# Introduzione alla "Musica d'accompagnamento per una scena di film" di Arnold Schönberg
Introduzione alla "Musica d'accompagnamento per una scena di film" di Arnold Schönberg è un cortometraggio documentario del 1972 diretto da Jean-Marie Straub.

## Trama
Si basa sul un trattato di Arnold Schönberg sulla persecuzione del popolo ebraico.

## Produzione
Il compositore Arnold Schönberg compose un brano, noto come Musica d’accompagnamento per una scena da film – op. 34, che avrebbe dovuto essere impiegato per un film americano; il brano non venne però mai impiegato per questo scopi ma divenne ispirazione nel 1972 per un cortometraggio televisivo che venne girato negli studi televisivi di Baden-Baden e, per alcune scene iniziali, a Roma.